# Solpugiba svatoshi
Solpugiba svatoshi es una especie de arácnido  del orden Solifugae de la familia Solpugidae.

## Distribución geográfica
Se encuentra en Kenia.